# Förhistorisk konst

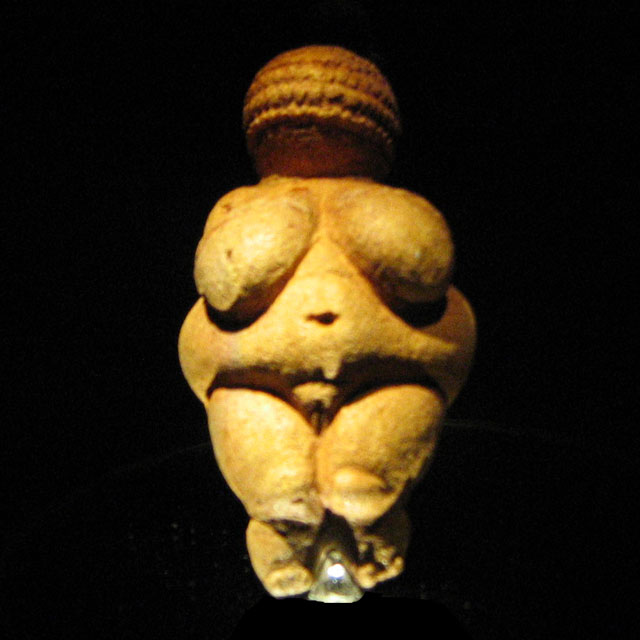
Venus från Willendorf, från 25000 f.Kr.

Med förhistorisk konst avses all konst som framställts fram till historisk tid. Förhistorien varar fram till introduktionen av någon form av skriftspråk i en region. 
All förhistorisk konst motsvarar inte moderna definitioner av konst och den förhistoriska konsten studeras snarare av arkeologer än av konstvetare. Dessutom skapas konst som starkt påminner om förhistorisk konst fortfarande, av kulturer på alla kontinenter. 

## Konstens uppgift i förhistorien
Om man med konst menar av människan tillverkade föremål som på något sätt utgör abstraktioner av den omgivande verkligheten kan man, om man vill, betrakta de 300 000 år gamla benbitar från Bilzingsleben med regelbundna streck som de första konstobjekten. Eller de enkla abstraktioner i rödockra som till exempel neandertalmänniskorna lämnat efter sig för 150 000 år sedan till 35 000 år sedan. 
Beroende på vad som anses viktigt så hade de tidigaste konstverken olika huvuduppgifter: 1) att dekorera, 2) att förklara och 3) att bemästra eller besvärja. Märken i elfenbensämnen och ristningar i berghällar hade ofta flera av dessa funktioner, och mycket likartade konstnärliga uttryck förekommer hos kulturer i vitt skilda delar av världen.
- Lascaux, Altamira, 15000–10000 f.Kr.
- Induskulturen, Mesopotamien, fördynastisk egyptisk konst, 4000–3000 f.Kr.
- Amerika: förcolumbiansk konst

## Förhistorisk konst

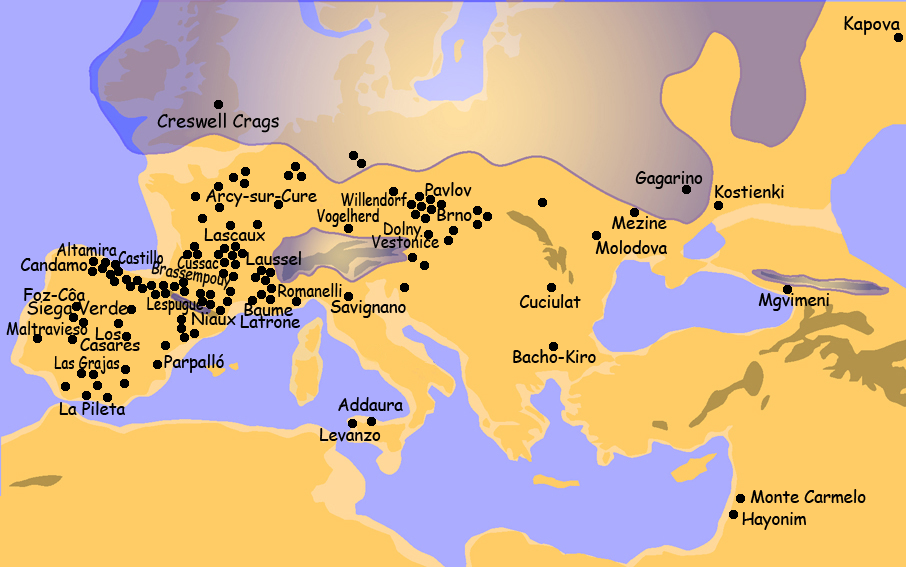
Viktiga platser med paleolitisk konst

Man kan ifrågasätta om det går att förstå förhistoriska objekt, men för att det över huvud skall vara möjligt måste vi använda oss av begrepp från vår egen värld. Det har sagts att de äldsta konstföremålen var det vi idag skulle kunna kalla ready-mades: Upphittade objekt i naturen som människor tillskrivit en särskild betydelse och tagit med "hem" men i övrigt inte går att skilja från andra föremål i naturen. Regelbundna markeringar i till exempel mammutben från omkring 300 000 år sedan uppfattas av somliga som medvetna markeringar och av andra som spår av någon form av praktisk användning. Vad som ska uppfattas som de äldsta konstföremålen är sålunda en subjektiv bedömning. 
Konstföremål från förhistorisk tid hade flera funktioner: De skulle både förstärka förbindelser mellan grupper av människor och mellan dem och de andeväsen som dessa människor trodde på. Förmodligen var denna andevärld överallt och ständigt närvarande på ett sätt som är oss mycket främmande idag, och vår förståelse av förhistorien bygger på att överbrygga avståndet mellan våra egna förklaringsmodeller och de enskilda föremål som dessa människor har lämnat efter sig. När vi betraktar dessa föremål, ”färgar” vi vår bedömning genom vårt eget ursprung: Idag värderas konst ofta i pengar, och enskilda föremål tillskrivs individer snarare än i den andliga tillfredsställelse dessa objekt ger; detta förhållningssätt var förstås helt främmande för den förhistoriska människan. Den förhistoriska konsten är stum – det är vi som får den att tala i.o.m. att vi försöker utläsa betydelser från ett material som vi i bästa fall har mycket vag kunskap om. Vi skapar historien genom att bry oss om den. För att inte hamna i en situation där vem som helst kan påstå vad som helst måste vi försöka hålla oss till det som framstår som mest rimligt.

## Stenåldern
Användningen av rödockra finns belagd från omkring 400000 år sedan av till exempel neandertalmänniskor och abstrakta mönster från omkring 150000 år sedan. Rödockra kan dock ha använts även för sin konserverande verkan av till exempel läder varför det inte alltid entydigt går att tolka dessa målningar som abstrakta uttryck. Ett samband med till exempel gravlämningar förstärker dock sambandet mellan dessa markeringar och någon form av konstnärlig produktion i modern mening. 
I kulturer från alla världens hörn förekommer mandelformade handkilar från 1 500 000 år sedan till 35 000 år sedan. Eftersom dessa handkilar uppvisar variationer som inte entydigt kan förklaras av till exempel olika funktioner, och eftersom de kan knytas till isolerade perioder och geografiska områden tros de också ha utgjort ”etniska markörer” för enskilda folkgrupper. En första form av kulturellt uttryck. 
Det är dock först i.o.m. lämningar från 40 000 år sedan som det entydigt rör sig om konstobjekt i modern mening. Dessa lämningar härstammar från perioden då Homo sapiens sapiens, det vill säga den moderna människan, undanträngde neandertalmänniskorna i Europa och då de äldsta grottmålningarna i Afrika och Australien framställdes. Konstföremålen från denna period är ofta överraskande naturalistiska. Människo- och djurgestalter och kombinationer av dessa tyder på en långt utvecklad gestaltningsförmåga. 
Olika tolkningar av sådana föremål och ristningar från bl.a. Frankrike och Tyskland har syftat till att beskriva dessa gestalter som produkter av magiska riter i samband med någon sorts jakt- och fruktbarhetskult. Somliga forskare har försökt utläsa till exempel trianglar, ovaler och bisonoxar som kvinnliga symboler och punkter, linjer och hästar som manliga; andra har sett en likhet mellan vissa markeringar och sådana mönster som uppträder hos människor som är påverkade av droger eller befinner sig i trans; åter andra har sett ett samband mellan hur tätbefolkade olika områden har varit och hur utvecklade och mångfacetterade konstföremålen är där andra har sett ett gemensamt formspråk hos folkgrupper utspridda över flera kontinenter och hellre sett detta som ett uttryck för ett allmänmänskligt formförråd. Ingen av dessa tolkningar tillfredsställer alla men sammantaget ger de en brett målad bild av människans första konstnärliga strävanden.